# トゥインクルドロップ
トゥインクルドロップは2007年にコナミから発売されたメダルゲーム。

## 概要
メダルを1 - 80枚投入してスタートボタンを押すと、スロットが回転する。同じシンボルがライン上に揃う、一定数以上繋がる、一定回数以上繋がると配当を得られ、絵柄が消える。配当を得た場合は、ダブルアップチャレンジ（後述）にチャレンジできる。

## シンボル
弱い方からチェリー→オレンジ→プラム→メロン→ベル→シングルバー→ダブルバー→トリプルバー→青7→赤7→ワイルド。この順に配当が高くなり、ダブルアップゲームの強さも強くなる。
また、特殊なシンボルとしてFREE、FEATURE WORLD（センターのみ）が存在する。
FREEは最初画面内に出現せず、上のストック欄にしか出現しないが、消せなくなったときに画面内にあると1個で3回、2個で6回、3個で9回のフリースピンに突入する。
FEATURE WORLDがセンターに突入するとスゴロクに突入またはBET額×10の配当を得られる。(FEATUREWORLDを参照)

## フリーゲーム
画面内にFREEシンボルが1つでも出現すれば突入する。FREE中はライン配当のリセットが行われない、ワイルドが高確率で出現、無効シンボルが出現しないため、高配当が望める。

## ダブルアップゲーム
配当を得られると挑戦できる。ディーラーのリールとプレイヤーの3つのリールが回り、選んだリールの絵柄がディーラーのリールの絵柄より強ければ2倍、同じなら1倍、負ければ没収となる。また、勝敗に関わらず、プレイヤー側の3つのリールで同じ絵柄（7、BARの混合は不可）が揃うと、スペシャルボーナスを獲得できる。ただし、獲得した場合、勝敗に関わらず強制的にダブルアップゲームは終了する。